# Codi ATC A03
El  codi ATC A03, descrit com Agents contra patiments funcionals de l'estómac i intestí, és una subgrup terapèutic de l'Anatomical, Therapeutic, Chemical Classification System (ATC). La classificació ATC és un sistema de codis alfanumèric desenvolupat per l'Organització Mundial de la Salut (OMS) per als fàrmacs i altres productes sanitaris. El subgrup A03 és part del grup anatòmic A Sistema digestiu i metabolisme.

Els codis per a ús veterinari (codis ATCvet) poden han estat creats afegint la lletra Q davant dels codis ATC humans: QA03... 
Les adaptacions estatals de la classificació ATC poden incloure codis addicionals no presents en aquesta llista, que segueix la versió de l'OMS.

## A03A Agents contra patiments funcionals de l'estómac
A03A A Anticolinèrgics sintètics, èsters amb grup amino terciari
A03A B Anticolinèrgics sintètics, composts d'amoni quaternari
A03A C Anticolinèrgics sintètics, amidols amb amines terciàries
A03A D Papaverina i derivats
A03A I Agents amb efecte en els receptors de serotonina
A03A K Altres agents contra patiments funcionals de l'estómac
A03A X Altres agents anticolinèrgics sintètics

## A03BBelladonai derivats, monofàrmacs
A03B A Alcaloides de la belladona, amines terciàries
A03B B Alcaloides semisintètics de la belladona, composts d'amoni quaternari

## A03CAntiespasmòdicsen combinació ambpsicolèptics
A03C A Agents anticolinèrgics sintètics en combinació amb psicolèptics
A03C B Belladona i derivats en combinació amb psicolèptics
A03C C Altres antiespasmòdics en combinació amb psicolèptics

## A03D Antiespasmòdics en combinació ambanalgèsics
A03D A Agents anticolinèrgics sintètics en combinació amb analgèsics
A03D B Belladona i derivats en combinació amb analgèsics
A03D C Altres antiespasmòdics en combinació amb analgèsics

## A03E Antiespasmòdics i anticolinèrgics en combinació amb altres fàrmacs
A03E A Antiespasmòdics, psicolèptics i analgèsics en combinació
A03E D Antiespasmòdics en combinació amb altres fàrmacs

## A03FPropulsius
A03F A Propulsius